# Helena Mikołajczyk
Helena Mikołajczyk (Mszana Dolna, 22 de mayo de 1968) es una deportista polaca que compitió en biatlón. Ganó una medalla de bronce en el Campeonato Mundial de Biatlón de 1993, en la prueba por equipos.

## Palmarés internacional
| Campeonato Mundial | Campeonato Mundial  | Campeonato Mundial | Campeonato Mundial |
| Año                | Lugar               | Medalla            | Prueba             |
| ------------------ | ------------------- | ------------------ | ------------------ |
| 1993               | Borovets (Bulgaria) | Medalla de bronce  | Equipo             |